# 팔라 (개)

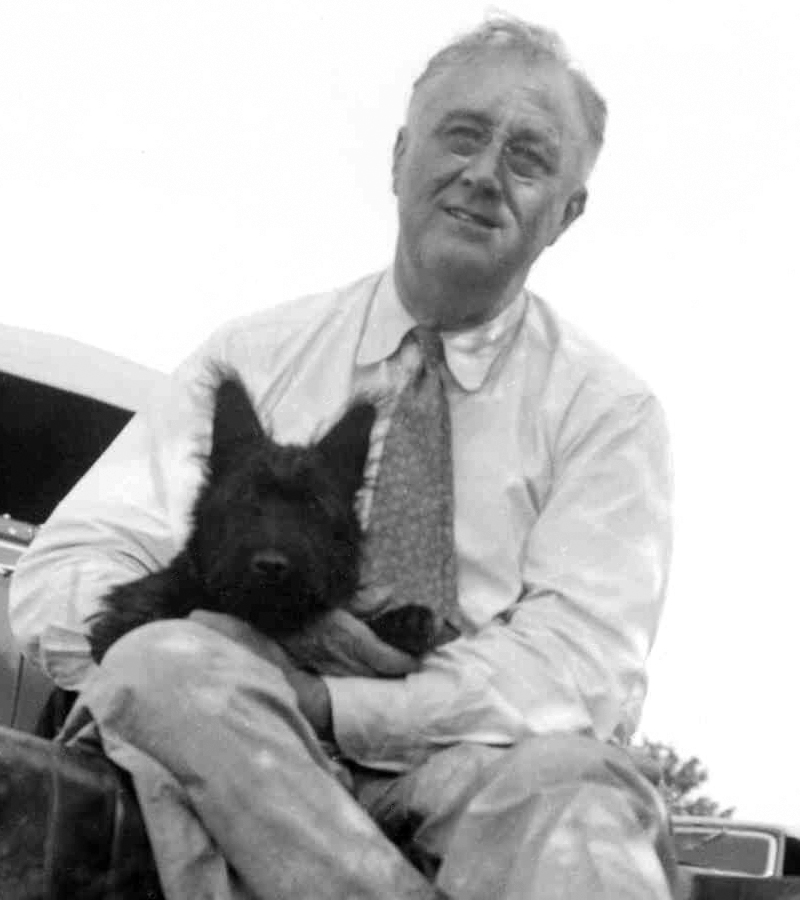
1940년 8월 8일 프랭클린 D. 루스벨트와 함께한 팔라

팔라(영어: Fala, 1940년 4월 7일 ~ 1952년 4월 5일)는 미국의 제32대 대통령 프랭클린 D. 루스벨트의 애완견으로 종은 스코티시 테리어이다.

## 생애
1940년 4월 7일 태어났다. 팔라는 프랭클린 D. 루스벨트가 친척인 마가렛 서클레이로부터 받은 개였는데 백악관에서 길렀던 개들 중 루스벨트가 제일 아낀 개로 알려져 있다. 이 개의 밥도 손수 챙겼으며, 사적 외출은 물론 공식 행사나 외국으로 출국할 때에도 이 개를 항상 데리고 다녔다. 한 번은 알류산 열도의 한 섬을 방문했다가 팔라가 없어져서 그 섬으로 사람들을 동원해 개를 찾아냈다. 이를 가지고 공화당에서 "개 하나 찾으려고 군함을 보냈다", "예산을 낭비했다"고 비난했는데, 이에 대응하여 1944년 9월 워싱턴 D.C.의 팀스텀스 노동조합 앞에서 이른바 '팔라 연설'을 했다.
…(전략)…"아시다시피 팔라는 스코틀랜드산이죠. 스코틀랜드 출신으로서, 의회 안팎에서 소설을 쓰는 미국 사람들이 제가 자기(팔라)를 알류산열도에 남겨놓았고 다시 자기를 찾기 위해 납세자들로부터 2백만 달러에서 3백만 달러, 혹은 8백만 달러에서 2천만 달러의 부담을 지우면서 구축함을 보냈다고 하는 이야기를 지어냈다는 걸 알고 (팔라가) 지금까지도 분노를 참지 못하고 있습니다...(중략)...전 저 자신에 대해서는 제가 오래되고 벌레가 갉아먹은 밤 같은 온전치 못한 사람인데도 꼭 필요한 사람으로 행세했다는 거짓말과 같은 악의적 거짓말에 익숙합니다. 하지만 저는 제 개에 대한 중상에 분노해하고, 제 개에 대한 모략에 반대할 권리가 있다고 생각합니다.

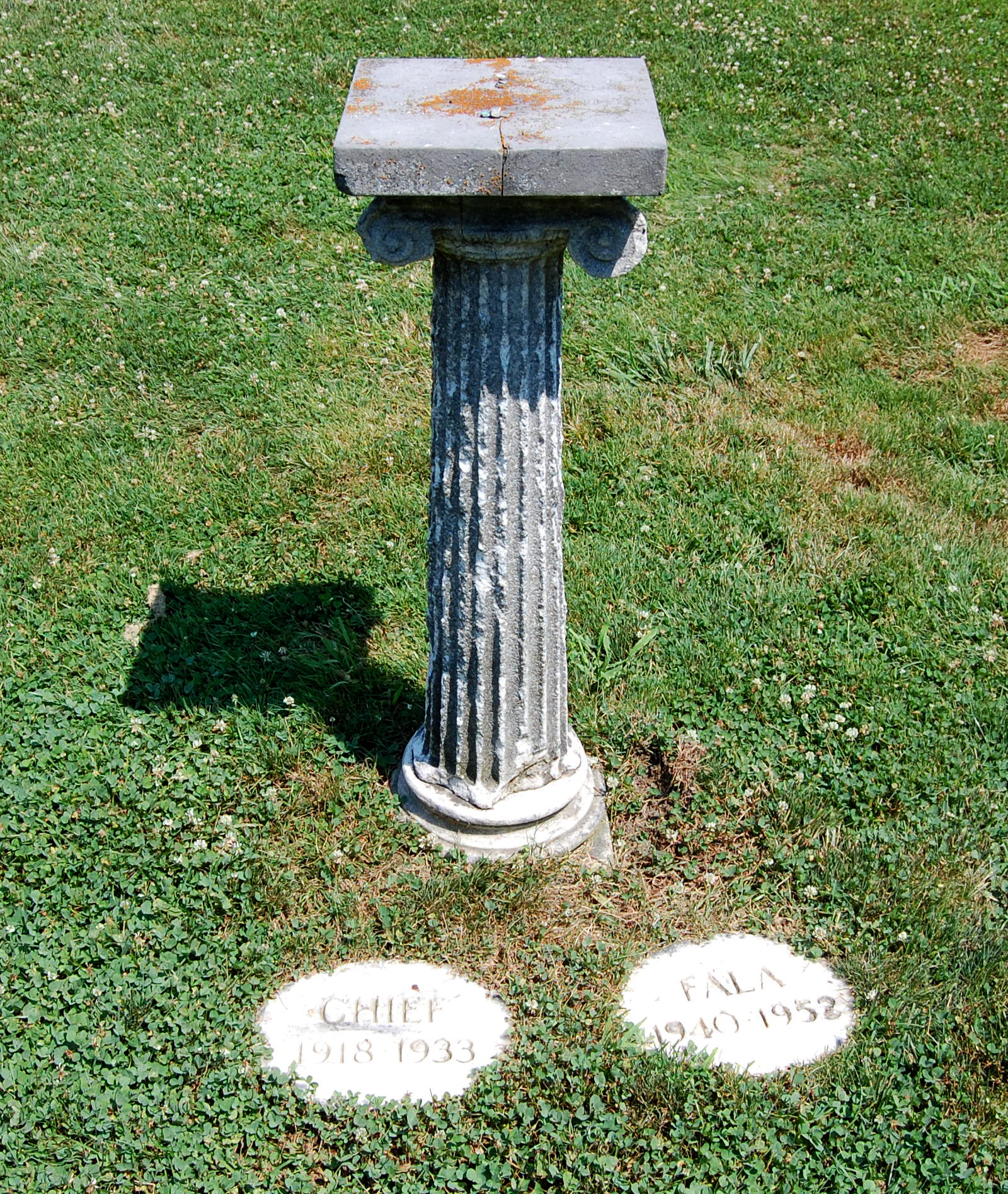
팔라의 무덤

그러나 이 연설을 한 이듬해 루스벨트가 사망하자 원래 주인인 마가렛과 함께 장례식에 참석했는데 장례식 도중 장송곡에 맞추어 낑낑대다가 루스벨트의 관이 땅 속으로 내려지자 잔디밭 위를 구르며 재롱을 부렸다고 한다. 이후 루스벨트의 영부인 엘리너와 살다가 7년 뒤인 1952년 4월 5일 12번째 생일을 이틀 앞두고 죽었다. 현재 루스벨트 내외의 무덤 바로 옆에 묻혀 있으며 워싱턴에 있는 루스벨트 기념관 앞의 루스벨트 동상 옆에 함께 조각되어 있다. 지금도 루스벨트를 캐리커처하면 팔라가 함께 그려질 정도로 루스벨트와 뗄 수 없는 동물로 남아 있다.